# Ellsworth (Kansas)
Ellsworth és una població dels Estats Units a l'estat de Kansas. Segons el cens del 2000 tenia 2.965 habitants.

## Demografia
Segons el cens del 2000, Ellsworth tenia 2.965 habitants, 995 habitatges, i 641 famílies. La densitat de població era de 545,1 habitants/km².
Dels 995 habitatges en un 27,2% hi vivien nens de menys de 18 anys, en un 54,9% hi vivien parelles casades, en un 7,6% dones solteres, i en un 35,5% no eren unitats familiars. En el 33,6% dels habitatges hi vivien persones soles el 18,4% de les quals corresponia a persones de 65 anys o més que vivien soles. El nombre mitjà de persones vivint en cada habitatge era de 2,23 i el nombre mitjà de persones que vivien en cada família era de 2,84.
Per edats la població es repartia de la següent manera: un 17,3% tenia menys de 18 anys, un 10% entre 18 i 24, un 31,5% entre 25 i 44, un 22,2% de 45 a 60 i un 19% 65 anys o més.
L'edat mediana era de 40 anys. Per cada 100 dones de 18 o més anys hi havia 139,9 homes.
La renda mediana per habitatge era de 35.625 $ i la renda mediana per família de 45.156 $. Els homes tenien una renda mediana de 30.233 $ mentre que les dones 19.762 $. La renda per capita de la població era de 15.396 $. Entorn del 3,8% de les famílies i el 7,1% de la població estaven per davall del llindar de pobresa.

## Poblacions properes
El següent diagrama mostra les poblacions més properes.